# 호리카와정
호리카와정(堀川町)은 도야마현 가미니카와군에 있던 정이다. 

## 역사
- 1889년 4월 1일 - 정촌제 시행에 의해 가미니카와군 호리카와촌이 성립하였다.
- 1931년 4월 1일 - 정으로 승격해 호리카와정이 되었다.
- 1942년 5월 20일 - 도야마시에 편입되었다.

## 참고문헌
- 『市町村名変遷辞典』東京堂出版、1990年。